# Křišťanov
Křišťanov település Csehországban, a Prachaticei járásban. Křišťanov Ktiš, Chroboly, Zbytiny és Boletice településekkel határos. Lakosainak száma 96 fő (2024. január 1.).

## Népesség
A település lakosságának változását az alábbi diagram mutatja:
| Lakosok száma | 1404 | 1531 | 1500 | 220  | 251  | 87   | 104  | 98   | 81   | 96   |
|               | 1869 | 1900 | 1921 | 1961 | 1980 | 2011 | 2016 | 2019 | 2021 | 2024 |